# Basilique Notre-Dame-des-Victoires de Camberwell
Pour les articles homonymes, voir basilique Notre-Dame-des-Victoires.
La basilique Notre-Dame-des-Victoires (en anglais : Our Lady of Victories Basilica) est une église située à Camberwell dans l'agglomération de Melbourne, que l’Église catholique rattache à l’archidiocèse de Melbourne. Elle est l'une des cinq églises australiennes à avoir le statut de basilique mineure.

## Histoire
La basilique Notre-Dame-des-Victoires est édifiée à partir de 1913 d'après des plans réalisés par l'architecte Augustus Andrew Fritsch. Elle est officiellement consacrée en 1918.

## Structure
D'un point de vue architectural, la basilique se distingue par une structure néo-romane tranchant avec le style néo-gothique qui caractérise de nombreux édifices de l'agglomération de Melbourne. Basée sur un plan en forme de croix latine, un dôme couvert de cuivre s'élève à la croisée du transept. Celui-ci est couronné par une statue dorée représentant Notre-Dame des Victoires.
La façade s'ouvre sur un parvis délimité par route Burke. Elle est percée de trois portails néo-romans délimités par des piliers de grès relativement trapus. Surmontant le portail principal, une sculpture représente les armes du Saint-Siège.